# 富爸爸·窮爸爸
《富爸爸·穷爸爸》（英語：Rich Dad Poor Dad）是羅伯特·清崎和莎朗·L·萊希特于1997年合著的一本书。书中提倡金融素养（金融教育）、财务自由，以及通过投资资产、房地产投资、创办和拥有企业，还有提升个人金融智商（金融IQ）来积累财富的重要性。
《富爸爸穷爸爸》采用比喻式的写作风格，呈现自传体故事。书中的“富爸爸”是清崎最好的朋友的父亲，他通过创业以及精明的投资积累了财富；而“穷爸爸”则被认为是清崎自己的父亲，清崎称他一生辛勤工作，却始终未能获得财务安全。
清崎此前的商业冒险并不显赫，但他将《富爸爸穷爸爸》从個人出版推广成暢銷書，并将其打造成了一个媒体和教育品牌的基石。多年来，他回避回答关于“富爸爸”身份的问题，这引发了外界怀疑是否真的存在这样的一个人。直到夏威夷酒店开发商理查德·基米去世后，人们才确认他就是清崎的导师。

## 概要
这本书以作者年轻时的观察为开端，讲述了他自己的父亲（“穷爸爸”）与朋友的父亲（“富爸爸”）在理财观念和行为上的鲜明差异。穷爸爸在教育界担任高级职务，并强调学业成功、工作稳定以及量入为出的重要性。而富爸爸则是一位成功的企业家，他相信通过积累资产、明智投资以及获得金融知识可以积累大量财富。书中描述了富爸爸如何通过实际的教学来教导作者和他的朋友财务管理的知识。
在整本书中，清崎分享了其与富爸爸之间的轶事和对话，富爸爸在与他的交流中为他提供了关于金钱、财富积累和财务独立三个方面的指导。作者从富爸爸那里学到了资产与负债的区别、财务教育的重要性以及如何进行合理的风险投资。清崎强调，积累能够产生收入的资产（例如投资房地产和创办企业）比那些不断消耗资金的负债（如积累过量的消费债务和做出不必要的开销）更为重要。他还介绍了现金流象限的概念，将人们分为雇员、自雇者、企业主和投资者四类身份，并分析了各类身份的优缺点。
书中还探讨了与金钱相关的心态和信念，讨论如何培养积极的财富观以及克服限制性信念。清崎强调了财务素养的重要性，并鼓励读者通过寻求机会、从错误中学习以及不断提升自己的财务知识来掌控自己的财务命运。

## 反响

### 商业表现
截至2015年3月，《富爸爸穷爸爸》已售出超过3200万本，并被翻译成51种语言，覆盖109个国家。且连续六年蝉联《纽约时报》畅销书榜单。该书还催生了一系列延伸书籍和相关产品，并获得了部分评论家的好评。

### 评价

#### 正面评价及其影响
演员威尔·史密斯表示，他通过阅读《富爸爸穷爸爸》这本书教导儿子如何实现财务独立。美国公共电视台的KOCE频道于2006年播出了清崎的55分钟演讲《财富指南》，该节目基本总结了《富爸爸穷爸爸》的核心内容。此外，该电视台还在2005年授予清崎卓越教育奖。
美国商人兼投资者戴蒙·约翰称这本书是他最喜欢的书籍之一。

#### 负面评价
与该书作者处于竞争关系的财经作家约翰·T·里德批评《富爸爸·穷爸爸》充斥着大量错误和不良的建议，称此书几乎没有任何实质性和有价值的内容。他还表示：“《富爸爸穷爸爸》是我读过的最愚蠢的财经书籍之一，书中充斥着许多事实错误，并且描述了大量极不可能发生的事件，而作者却声称这些事件曾经真实发生过。”
美国在线杂志《Slate》评论员罗布·沃克则称这本书胡说八道，并指出清崎的论点模糊不清，叙事风格“像寓言一样”，且书中的许多内容都遵循“自助书的常见套路”。沃克还批评了清崎关于美国人和美国文化的结论，以及他得出这种结论所采用的方法。

## 出版方面取得的成功
这本书最初由罗伯特·清崎于1997年自费出版，之后被商业化出版，成为《纽约时报》畅销书。自那时起，它的销量已超过3200万本，并且书名也随之变得家喻户晓。清崎在自己的有声书《选择成为富翁》中提到当时几乎每家出版社都拒绝出版这本书，最初连巴諾書店也拒绝上架这本书。他将该书的推广重心放在了脱口秀和广播节目，其中《奥普拉·温弗里秀》对书籍销量的影响最大。
《富爸爸·穷爸爸》的20周年纪念版于2017年4月出版，清崎在该版的序言中表示该书全球销售量已接近4000万本。